# 인그리드 비수
인그리드 비수(루마니아어: Ingrid Bisu, 1986년 9월 15일 ~ )는 루마니아의 배우, 제작자, 각본가이다. 2017년 칸 영화제의 황금종려상, 아카데미상과 골든 글로브상의 최우수 외국어 영화상 후보에 올랐던 《토니 에르트만》(2016) 출연으로 잘 알려져있다.

## 출연 작품

### 영화
- 블러드레인 (2005)
- 제로법칙의 비밀 (2013)
- 드라큐라 더 다크 프린스 (2013)
- 토니 에르트만 (2016)
- 더 넌 (2018)
- 컨저링 3: 악마가 시켰다 (2021)
- 말리그넌트 (2021) - 위니 형사 역